# KBCふるさとWish
KBCふるさとWish（ケービーシーふるさとウィッシュ）とは、九州朝日放送が2019年1月より展開しているプロジェクトである。　

## 概要
- 九州朝日放送が2019年1月に開局65周年を迎えるに当たり、同年1月から2020年3月までの1年かけて福岡県内60市町村を回り、1週間かけてKBCテレビ・ラジオの番組で特定の市町村にスポットを当てるプロジェクトである。
- 2020年6月から2巡目が始まったが、2巡目では福岡県内に限らず、KBCの放送エリア全体を取り上げている。また、1巡目では1週につき1市町村を取り上げていたが、2巡目の一部の週では、隣接する2市町村を1週で取り上げている。
- 2024年4月から佐賀の市町村を取り上げるようになり、タイトルも『Discover!ふるさとWish FUKUOKA&SAGA』に変更された。
- 福岡&佐賀の市町村だけじゃなく、福岡&佐賀の最新機械を製作する工場、伝統工芸品を作る工房、乗り物(電車・バスの公共交通機関)を取り上げる週もある。

## 取り上げた県・市町村
※県・市町村は原則毎週月曜日に切り替わる。
※特記がない限り市町村は福岡県の市町村である。

### 1巡目

#### 2019年
- 1月
  - 6日～13日　久留米市
  - 14日～20日　福智町
  - 21日～27日　福津市
  - 1月28日～2月3日　飯塚市

- 2月
  - 4日～10日　糸島市
  - 11日～17日　鞍手町
  - 18日～2月24日　大木町
  - 25日～3月3日　宮若市
- 3月
  - 4日～10日　筑後市
  - 11日～17日　大川市
  - 18日～24日　中間市
  - 25日～31日　香春町
- 4月
  - 1日～7日　直方市
  - 8日～14日　久山町
  - 15日～21日　大牟田市
  - 22日～28日　篠栗町
- 5月
  - 6日～12日　みやこ町
  - 13日～19日　古賀市
  - 20日～26日　赤村
  - 27日～6月2日　吉富町
- 6月
  - 3日～9日　水巻町
  - 10日～16日  東峰村
  - 17日～23日　添田町
  - 24日～30日　糸田町
- 7月
  - 1日～7日　芦屋町
  - 8日～14日　大刀洗町
  - 15日～21日　北九州市
  - 22日～28日　大野城市
  - 29日～8月4日　朝倉市
- 8月
  - 5日～11日　小郡市
  - 12日～18日　筑前町
  - 19日～25日　新宮町
  - 26日～9月1日　糸島市
- 9月 
  - 2日～ 8日　広川町
  - 9日～15日　苅田町
  - 16日～22日　那珂川市
  - 23日～29日　宗像市
  - 30日～10月6日　春日市
- 10月
  - 7日～13日　柳川市
  - 14日～20日　宇美町
  - 21日～27日　粕屋町
  - 28日～11月3日　志免町
- 11月
  - 4日～10日　うきは市
  - 11日～17日　田川市
  - 18日～24日　筑紫野市
  - 25日～12月1日　岡垣町
- 12月
  - 2日〜8日　豊前市
  - 9日〜15日　太宰府市
  - 16日～22日　大任町

#### 2020年
- 1月
  - 6日～12日　遠賀町
  - 13日～19日　桂川町
  - 20日～26日　みやま市
  - 27日～2月2日　須恵町
- 2月
  - 3日～9日　川崎町
  - 10日～16日　八女市
  - 17日～23日　行橋市
  - 24日～3月1日　小竹町
- 3月
  - 2日～8日　築上町
  - 9日～15日　上毛町
  - 16日～22日　嘉麻市
  - 23日～3月29日　福岡市

### 2巡目

#### 2020年
- 6月
  - 1日～7日　遠賀町・中間市
  - 8日～14日　香春町・赤村
  - 15日～21日　篠栗町・粕屋町
  - 22日～28日　大木町・大川市
  - 6月29日～7月5日　筑前町・筑紫野市
- 7月
  - 6日～12日　築上町・豊前市
  - 13日～19日　佐賀県①
  - 20日～26日　大刀洗町・小郡市
  - 27日～2日　対馬市（長崎県）
- 8月
  - 3日～9日　新宮町・久山町
  - 10日～16日　宗像市・福津市
  - 17日～23日　東峰村・添田町
  - 24日～30日　吉富町・上毛町
  - 8月31日～9月6日　鞍手町・直方市
- 9月
  - 7日～13日　北九州市
  - 14日～20日　うきは市
  - 21日～27日　苅田町・行橋市
  - 9月28日～10月4日　糸田町・飯塚市
- 10月
  - 5日～11日　久留米市
  - 12日～18日　田川市
  - 19日～25日　宇美町
  - 10月26日～11月1日　水巻町・岡垣町
- 11月
  - 2日〜8日　福智町
  - 9日〜15日　みやこ町
  - 16日〜22日　大野城市・太宰府市
  - 23日〜29日　唐津市
  - 11月30日〜12月6日　佐賀県②
- 12月
  - 7日〜13日　筑後市・みやま市
  - 14日〜20日　大任町
  - 21日〜27日　糸島市

#### 2021年
- 1月
  - 4日～10日　朝倉市
  - 11日～17日　佐賀県基山町
  - 18日～24日　川崎町・嘉麻市
  - 25日～31日　放送休止[1]
- 2月
  - 1日～7日　芦屋町
  - 8日～14日　佐賀県上峰町
  - 15日～21日　大牟田市
  - 22日～28日　古賀市
- 3月
  - 1日～7日　小竹町・宮若市
  - 8日～14日　桂川町
  - 15日～21日　広川町・八女市
  - 22日～28日　志免町・須恵町
  - 3月29日～4月4日　福岡市
- 4月
  - 5日～11日　春日市・那珂川町
  - 12日～18日　東峰村・添田町
  - 19日～25日　香春町
  - 4月26日～5月2日　北九州市
- 5月
  - 10日～16日　大分県日田市
  - 17日～23日　篠栗町・粕屋町
  - 5月31日～6月6日　鳥栖市
- 6月
  - 7日～13日　佐賀県
  - 14日～20日　苅田町・築上町
  - 21日～27日　岡垣町・遠賀町
  - 6月28日～7月4日　玄界灘Wish(宗像市・福津市・古賀市)
- 7月
  - 5日～11日　芦屋町
  - 12日～18日　大刀洗町・筑前町
  - 19日～25日　うきは市

(この間東京2020オリンピックによる特別編成により休止)
- 8月
  - 9日～15日　川崎町・赤村
  - 16日～22日　放送休止
  - 23日～29日　糸島市
  - 8月30日～9月5日　吉富町・上毛町
- 9月
  - 6日～12日　田川市
  - 13日～19日　久留米市
  - 20日～26日　小竹町・鞍手町
  - 9月27日～10月3日　佐世保市(長崎県)
- 10月
  - 4日～10日　大川市
  - 11日～17日　志免町
  - 18日～24日　水巻町
  - 25日～31日　福智町

## 関連番組
KBC制作のテレビ・ラジオ一部番組（主にアサデス。やPAO～N、シリタカ!等の生ワイド番組）において、アイタカーリポートとして、生中継でリポートする。

### ラジオ番組
- 毎週土曜12:00~13:00に、「KBCふるさとWish」として1週間の特集の総集編として選りすぐりの情報をピックアップする番組を放送している。

#### パーソナリティ
- そよかぜましお（2023年7月 - ）

- アイタガール

##### 過去
- 川上政行（番組開始 - 2021年3月）
- 青木淳也（2021年4月 - 2023年6月）

### テレビ番組
- 地元応援live Wish+
  - 月曜〜金曜 13:50 - 14:50

毎週ふるさとWishで取り上げた、福岡、佐賀の市町村をアイタカーリポーターが紹介する「DISCOVER！中継」コーナー。
- ハイスクWish - みんなに自慢したい高校の名物を高校生が紹介する番組。
  - 月曜 - 木曜:13:55 - 14:00
  - 土曜（金曜深夜）:3:21 - 3:26（朝まで生テレビ!放送日は1:20 - 1:25）
  - 土曜:17:55 - 18:00
  - 日曜:15:25 - 15:30
  - 再放送
    - 月曜・火曜・木曜・金曜（日曜・月曜・水曜・木曜深夜）:3:04 - 3:09（最終月曜のみ2:54 - 2:59）
    - 火曜（水曜深夜）:2:59 - 3:04
    - 土曜（金曜深夜）:4:55 - 5:00（朝まで生テレビ!放送日のみ）
    - 日曜（土曜深夜）:3:55 - 4:00
    - 日曜:17:55 - 18:00
- STORY　～未来に残したい　ふるさとの風景～
  - 日曜:17:55 - 18:00